# Sciurus anomalus
Espèce
Répartition géographique
Statut de conservation UICN

 LC  : Préoccupation mineure
L’écureuil de Perse ou du Caucase (Sciurus anomalus) est une espèce de rongeurs de la famille des Sciuridae.

## Répartition
Cette espèce se rencontre dans les pays suivants : Arménie, Azerbaïdjan, Grèce, Géorgie, Irak, Iran, Israël, Jordanie, Liban, Syrie, Turquie.

## Habitat
Son habitat naturel est les forêts tempérées[réf. souhaitée].

## Systématique
Le nom valide complet (avec auteur) de ce taxon est Sciurus anomalus Gmelin, 1778.

### Liste des sous-espèces
Selon GBIF (16 novembre 2023) :
- Sciurus anomalus subsp. anomalus
- Sciurus anomalus subsp. pallescens (Gray, 1867)
- Sciurus anomalus subsp. syriacus Ehrenberg, 1828

## Alimentation

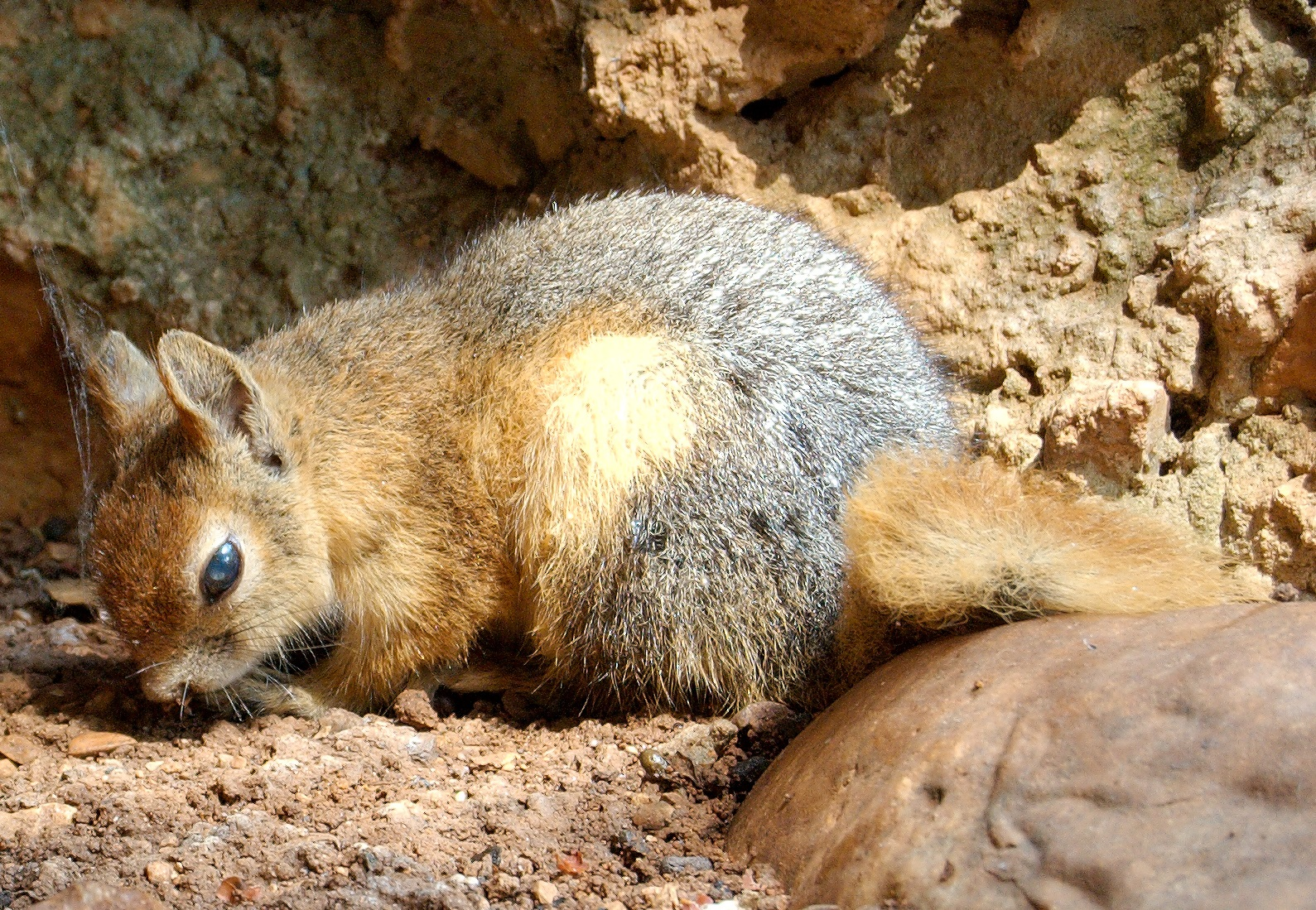

L’écureuil de Perse a un régime omnivore, se nourrissant principalement de végétaux et champignons, additionné de petit animaux comme des fourmis, limaces, ou - plus rarement - de lézards[réf. souhaitée].